# Shin Se-hwi
Shin Se-hwi (en hangul, 신세휘; nacida en Jincheon-gun el 3 de junio de 1997) es una actriz y modelo surcoreana.

## Carrera
Shin se matriculó en una academia de actuación en Cheongju cuando estaba en tercer curso de secundaria. Empezó después a participar en algunas producciones teatrales , y también trabajó como modelo para un centro comercial. Entre abril y junio de 2015 apareció en el programa de variedades televisivas High School Teen King (tvN), y en julio del mismo año firmó su primer contrato con la agencia Koo Management.
Su primer papel televisivo fue el de Deok-shim en Sweet Stranger and Me (KBS2, 2016); pocos meses después tuvo una destacada actuación en Hello, My Twenties! 2, así como en Solomon's Perjury (JTBC, 2016-17). En este mismo año apareció en Children of the 20th Century, causando buena impresión en la crítica.
Debutó en cine con una aparición especial en Part-Time Spy (2017).De mayor entidad fue se presencia en Brothers in Heaven (2018), como la joven Chan-mi, hija del director del orfanato y futura mujer del protagonista Tae-ju. En esos primeros años, y antes incluso de su debut, era conocida por su gran parecido con Han Hyo-joo.
El 29 de noviembre de 2019 firmó un contrato de representación exclusiva con la agencia Bsize Pictures.

## Filmografía

### Cine
| Año  | Título               | Hangul            | Papel               | Notas | Ref.          |
| ---- | -------------------- | ----------------- | ------------------- | ----- | ------------- |
| 2017 | Part-Time Spy        | 비정규직 특수요원 | Lee Ji-eun          | Cameo | [ 6 ] [ 10 ]  |
| 2018 | Brothers in Heaven   | 돌아와요 부산항애 | Chan-mi de joven    |       | [ 2 ] [ 11 ]  |
| 2018 | Gente del vecindario | 동네사람들        | Han Soo-yeon        |       | [ 9 ] [ 12 ]  |
| 2019 | Exit                 | 엑시트            | Yong-hye            |       | [ 13 ] [ 14 ] |
| 2023 | Bailarina            | 발레리나          | Chica de secundaria |       | [ 15 ] [ 16 ] |
| 2024 | Walker               | 검은 소년         | Ahn Yeon-hee        |       | [ 17 ]        |

### Series de televisión
| Año     | Título                       | Papel          | Canal        | Notas                    | Ref.          |
| ------- | ---------------------------- | -------------- | ------------ | ------------------------ | ------------- |
| 2016    | Sweet Stranger and Me        | Kwon Deok-shim | KBS2         |                          | [ 3 ] [ 18 ]  |
| 2016-17 | Solomon's Perjury            | Lee Joo-ri     | JTBC         |                          | [ 19 ] [ 20 ] |
| 2017    | Hello, My Twenties! 2        | An Ye-ji       | JTBC         |                          | [ 21 ] [ 22 ] |
| 2017    | Children of the 20th Century | Lee Ha-ram     | MBC          |                          | [ 23 ] [ 24 ] |
| 2019    | When You Love Yourself       | Go Yu-mi       | V Live       | Serie web, 2.ª temporada |               |
| 2020    | To All The Guys Who Loved Me | Yoo Gyo-geol   | KBS2         |                          | [ 25 ]        |
| 2020    | The Rule of Webdramas        |                | tvN D, Seezn | Serie web                | [ 26 ]        |
| 2025    | Sin máscaras                 | Lee Yu-mi      | Disney+      | Serie web, episodio 4    |               |

## Otras actividades

### Programas de variedades televisivas
| Año  | Título                | Función      | Canal | Notas                    | Ref.  |
| ---- | --------------------- | ------------ | ----- | ------------------------ | ----- |
| 2015 | High School Teen King | Participante | tvN   |                          | [ 3 ] |
| 2015 | Running Man           | Invitada     | SBS   | Ep. 232, 15 de diciembre |       |